# Ладыженский, Пётр Анатольевич

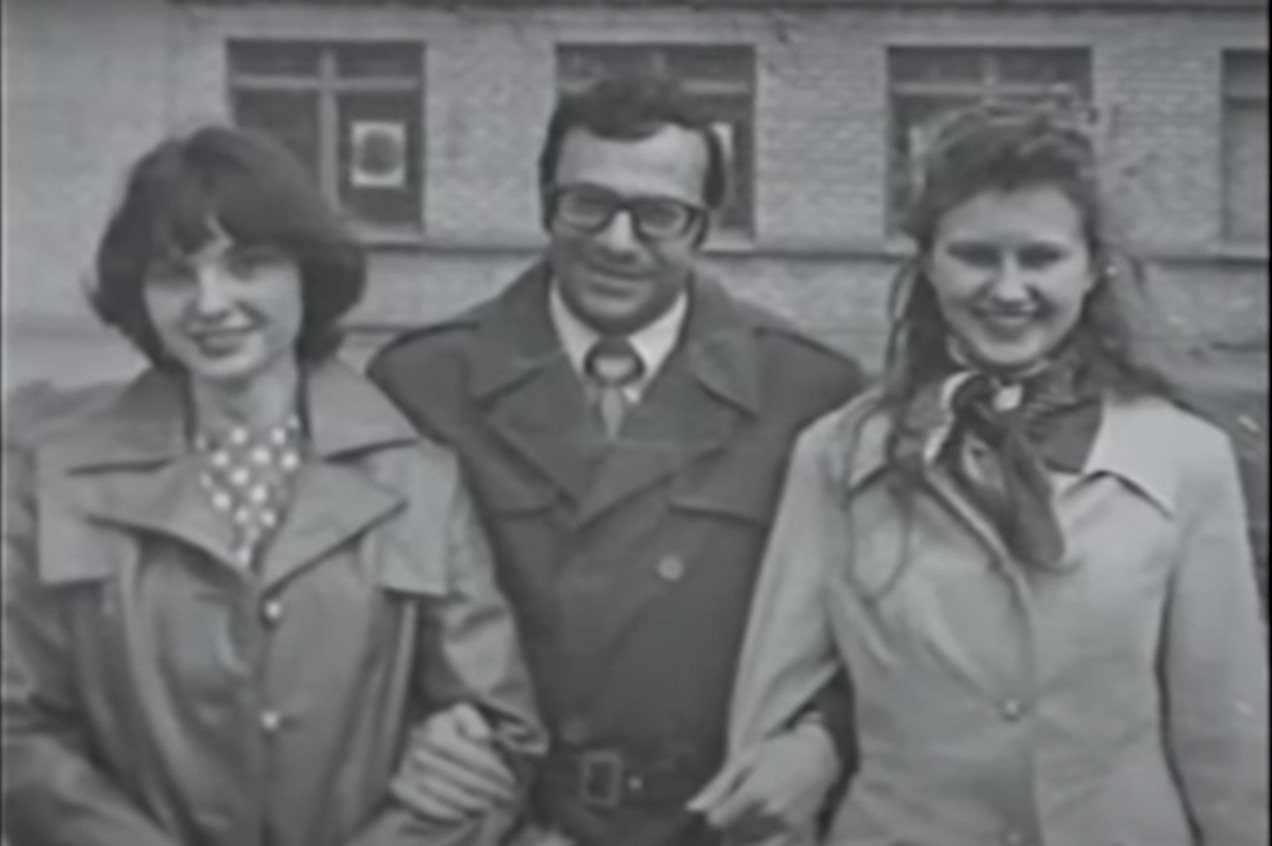
Пётр Ладыженский с композитором Ириной Шевченко (справа)

Ладыженский Пётр Анатольевич  (род. 10 ноября 1946, Каменец-Подольский, Каменец-Подольская область) — советский, украинский и российский композитор.

## Биография
Родился 10 ноября 1946 года в городе Каменец-Подольский.
Учился в Каменец-Подольской детской музыкальной школе. Окончил Хмельницкое музыкальное училище, в 1972 году — Киевскую консерваторию (класс Николая Дремлюги).
В 1972—1985 годах преподавал в Криворожском, в 1985—1995 годах — в Новосибирском музыкальных училищах.
С 1996 года живёт в Санкт-Петербурге.

## Произведения

#### Балеты
- «Вий» по мотивам повести Николая Гоголя (1977);
- «Луна растёт на небосклонах» (1977);
- «Песня, пронизавшая ночь» (1987);
- «Винни-Пух и все-все-все» (1996).

#### Оперы
- «Тайна заветной поляны» (1989);
- «Без вины виноваты» (1995);
- «Поэма Прометея» (1996);
- «Записка» (на стихи Людмилы Фадеевой);
- «Липа вековая» (моноопера, 1991).

#### Другое
- 6 сюит для скрипки и фортепиано (1994—1995);
- Концерт для контрабаса с симфоническим оркестром (1983);
- Вокальный цикл «Выпускаю думы свои» на слова Павла Горняка (1991).